# Nycteola strigivenata
Nycteola strigivenata är en fjärilsart som beskrevs av George Francis Hampson 1905. Nycteola strigivenata ingår i släktet Nycteola och familjen trågspinnare. Inga underarter finns listade i Catalogue of Life.